# 小行星24369
小行星24369（24369 Evanichols）是一颗绕太阳运转的小行星，为主小行星带小行星。该小行星于2000年1月发现。

## 轨道参数
小行星24369的轨道半长轴为467 032 994 km（3.1218783 UA），离心率为0.091。